# Ляличи (Приморский край)
Ля́личи — село в Михайловском районе Приморского края, входит в состав Кремовского сельского поселения.

## География
Село Ляличи стоит на реке Илистая ниже впадения в неё правого притока реки Снегуровка, по восточной окраине села протекает река Ляличи.
Через село проходит автотрасса «Уссури», до Сибирцево (на север) около 15 км, до районного центра Михайловка (на юг) около 40 км, до Кремово (на юг) около 16 км.
Западнее села пролегает железная дорога Хабаровск — Владивосток.

## Население
| 1897 | 1900 | 1912 | 1915  | 2002  | 2010  |
| ---- | ---- | ---- | ----- | ----- | ----- |
| 528  | ↗619 | ↗928 | ↗1044 | ↗1589 | ↘1033 |

## Улицы
| - ул. Будёновская, - ул. Восточная, - ул. Ленинская, | - ул. Набережная, - ул. Новая, - ул. Сахалинская, | - ул. Советская, - ул. Фрунзе, - ул. Школьная. |

## Экономика
Сельскохозяйственные предприятия Михайловского района.

## Инфраструктура
В окрестностях села Ляличи располагались воинские части Министерства обороны до 2009 года. В селе имелся гарнизон для проживания военнослужащих. В настоящее время большинство домов находятся в аварийном состоянии. Гарнизонный офицерский клуб, офицерское кафе, здания двух общежитий разрушены. На территории гарнизона работают два магазина.

## Известные уроженцы
- Лобас, Пётр Калиникович (1916—1985) — советский военный деятель, полковник, Герой Советского Союза.
- Силаев, Борис Иванович (род. 1946) — советский, киргизский и российский государственный деятель.